# 溝口裕哉
溝口 裕哉（みぞぐち ゆうや、1989年11月3日 - ）は、日本の元ラグビー選手。

## プロフィール
- 宮崎県出身[1]。
- ポジションはセンター(CTB)。
- 身長 183cm、体重 92kg
- ニックネームはミゾ。
- U20日本代表のスコッドに選ばれた[2]。

## 来歴
13歳からラグビーを始めた。
2008年、日向高校卒業後、明治大学に入学する。
2011年、明治大学ラグビー部の主将に就任した。
2012年、明治大学卒業後、NTTコミュニケーションズシャイニングアークスに加入。同年12月8日に行われたジャパンラグビートップリーグ第10節のNECグリーンロケッツ戦に途中出場で公式戦初出場を果たした。
2014年、NTTコミュニケーションズシャイニングアークスの主将に就任した。
2019年、現役を引退した。